# Liste der Patronate und inkorporierten Pfarreien des Zisterzienserklosters Otterberg
Die Liste der Patronate und inkorporierten Pfarreien des Zisterzienserklosters Otterberg nennt die entsprechenden Einrichtungen, die der Abtei Otterberg gehörten. Zwar bestand im Zisterzienserorden ein Verbot, solche Einrichtungen zu inkorporieren. Das wurde aber in der Praxis ignoriert.

## Liste
| Kirche                    | Rechtsform             | Jahr        | Anmerkung                                                                    |
| ------------------------- | ---------------------- | ----------- | ---------------------------------------------------------------------------- |
| Pfarrkirche Albig         | Inkorporation          | vor 1325    |                                                                              |
| Pfarrkirche Alsenbrück    | Inkorporation          | 1303        |                                                                              |
| Pfarrkirche Bockenheim    | Inkorporation          | um 1400     |                                                                              |
| Kapelle [Groß-]Bockenheim | Patronat               | um 1330     |                                                                              |
| Pfarrkirche Gossenheim    | Patronat               | 1496        |                                                                              |
| Nierstein                 | Patronat Inkorporation | 1330 1337   | Zwei Pfarrkirchen und eine Kapelle                                           |
| Pfarrkirche Offenheim     | Patronat Inkorporation | 1323 1327   | Zeitweise vom Zisterzienserinnenkloster Paradies in Mauchenheim beansprucht. |
| Pfarrkirche Sambach       | Patronat Inkorporation | 1215 1249   |                                                                              |
| Pfarrkirche Sankt Alban   | Patronat Inkorporation | 1254 1290   |                                                                              |
| Pfarrkirche Sippersfeld   | Patronatsrecht         | 1296        |                                                                              |
| Kapelle Weißenburg        | Patronatsrecht ?       | ohne Angabe |                                                                              |